# I Don't Wanna Lose You
"I Don't Wanna Lose You" é uma canção escrita por Albert Hammond e Graham Lyle e gravada pela cantora estadunidense Tina Turner para seu álbum, Foreign Affair, de 1989. A canção foi lançada como single em novembro do mesmo ano, um mês após o álbum, tendo alcançado as melhores posições na Espanha e no Reino Unido. No Brasil esteve incluída na trilha sonora internacional da telenovela Top Model, da Rede Globo, exibida entre 1989/1990.

## Videoclipe
O videoclipe de I Don't Wanna Lose You foi gravado em 1989 e mostra Tina Turner numa varanda narrando mulheres e seus parceiros. O clipe foi aclamado pela crítica, principalmente pelo teor feminista, que marcaria os trabalhos de Turner durante toda a década de 90.

## Desempenho
| País (1989)   | Posição |
| ------------- | ------- |
| Espanha       | 3       |
| Reino Unido   | 8       |
| Irlanda       | 16      |
| Polónia       | 18      |
| Áustria       | 20      |
| Países Baixos | 24      |
| Suíça         | 30      |
| Alemanha      | 38      |
| Austrália     | 53      |